# St.-Stephan-Kirche (Stari Grad, Hvar)

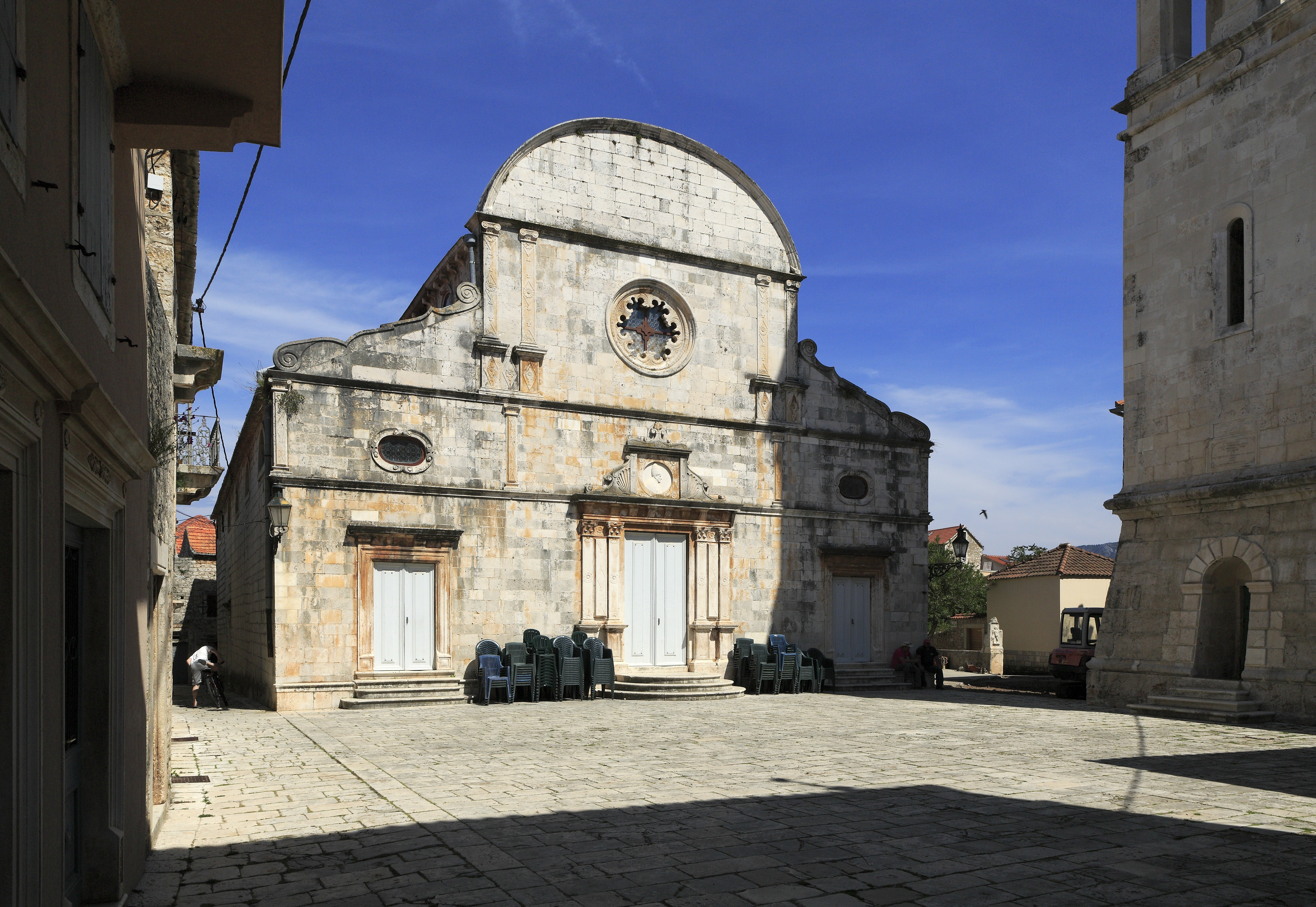
St. Stephan in Stari Grad

Die St.-Stephan-Kirche (Crkva sv. Stjepana) die römisch-katholische Pfarrkirche in Stari Grad auf der dalmatinischen Insel Hvar in Kroatien. Sie ist dem Papst und heiligen Stephan I. geweiht. Sie steht an der Ostseite eines kleinen Platzes, des Trg sv. Stjepana (St.-Stephans-Platz), in der historischen Altstadt von Stari Grad.

## Geschichte
Die Kirche steht an der Stelle einer früheren, im 9./10. Jahrhundert erbauten und ebenfalls dem Heiligen Stephan geweihten Kirche, die bis 1278, als der Sitz des Bischofs von Hvar von Stari Grad nach Hvar verlegt wurde, als Kathedrale des Bistums Hvar diente. Diese Kirche wurde, wie die gesamte Stadt, im Jahre 1571, im Vorfeld der Seeschlacht von Lepanto von dem Korsaren und osmanischen Admiral Uludsch Ali bei seinem Überfall auf die Insel Hvar weitgehend zerstört. Erst als sich die Stadt nach Jahren von dieser Heimsuchung erholt hatte, wurden die Ruinen der Kirche und der benachbarten Bischofsresidenz abgetragen und ab 1605 eine neue Kirche an deren Stelle erbaut. Der freistehende Glockenturm wurde erst im Jahre 1753 fertiggestellt.

## Architektur

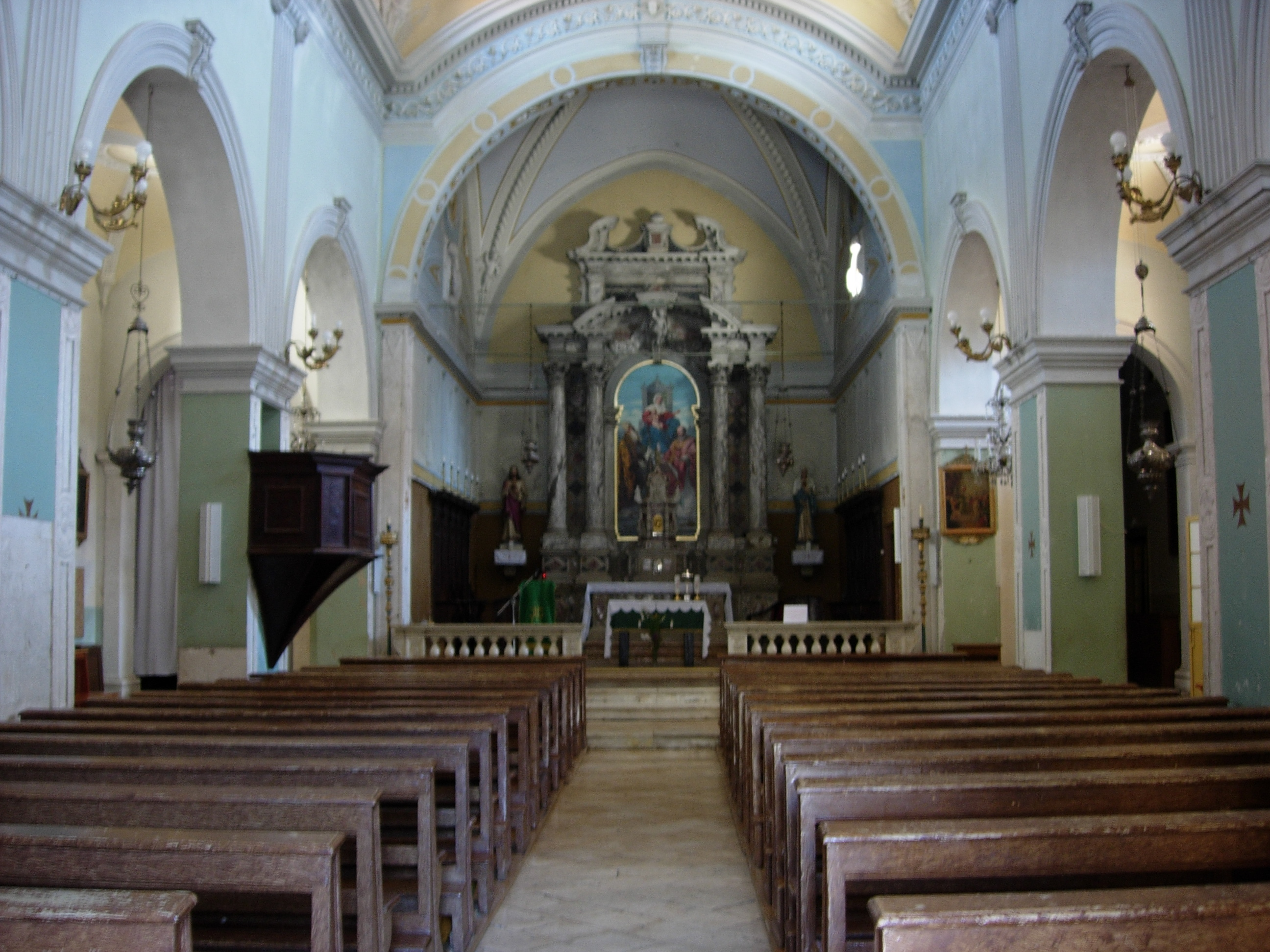
Mittelschiff und Chor

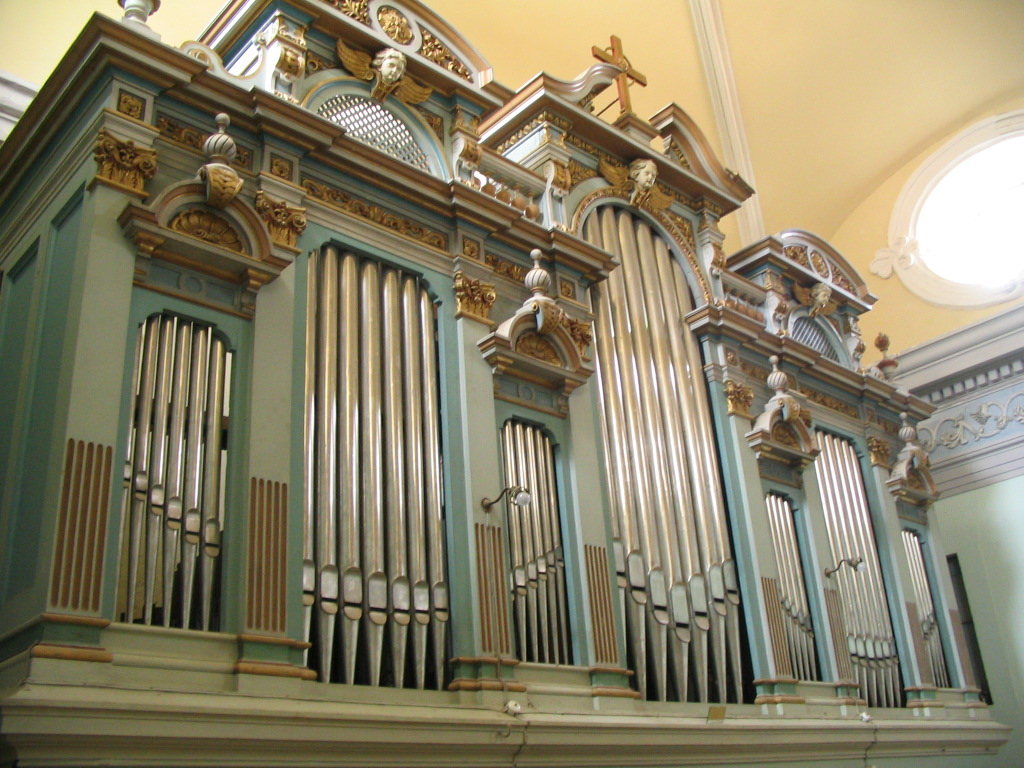
Die Orgel

Die Kirche ist eine große, dreischiffige Basilika im Stil des dalmatinischen Barocks, mit einer rechteckigen Apsis. Sie wurde aus Steinen von der benachbarten Insel Korčula errichtet, die im Laufe der Zeit durch Redoxreaktion eine rot-braune Färbung angenommen haben.
Die Kirche ist das Werk örtlicher Baumeister. Das Hauptportal und wohl die gesamte Westfassade stammen von Ivan Pomenić aus Korčula, der auch am Bau der ebenfalls Stephan I. geweihten Kathedrale in Hvar beteiligt war. Die beiden Seitenschiffe wurden von Mark Foretić aus Korčula und dem Meister der Skarpa-Familie aus Stari Grad gebaut.
Die barocke Fassade hat einen halbkreisförmigen Giebel, ein großes Hauptportal in der Mitte und zwei kleinere Portale in die jeweiligen Seitenschiffe rechts und links, alle im Still der Spätrenaissance bzw. des frühen Barock. Im Giebel über dem Mittelportal befindet sich ein Rosettenfenster.

## Ausstattung
Das Gewölbe des Mittelschiffs ist durch Stuck plastisch so gestaltet, dass es die Gewölberippen der Spätgotik nachempfindet. Der in seinem unteren Bereich holzvertäfelte Chor enthält eine Anzahl wertvoller Arbeiten bekannter Künstler. Das steinerne Taufbecken von 1592 ist ein Werk des Architekten und Bildhauers Tryfun Bokanić (1575–1609) aus Pučišća auf der Insel Brač. Der Hauptaltar stammt aus der venezianischen Werkstatt von Alessandro Tremignon aus dem Jahre 1702. Im nördlichen Seitenschiff befinden sich ein hölzernes Kruzifix aus dem 17. Jahrhundert und der aus schwarzem Marmor gefertigte Altar des Heiligen Kreuzes, eine Arbeit des Architekten und Bildhauers Andrea Bruttapelle (1728–1782) von 1773. Im südlichen Seitenschiff stehen der Altar des Antonius von Padua aus der ersten Hälfte des 18. Jahrhunderts und ein Altar aus dem 19. Jahrhundert mit Darstellungen der Märtyrer Cosmas und Damian und der Hl. Lucia von Syrakus. Daneben befindet sich das wohl wertvollste Kunstobjekt der Inneneinrichtung, ein Triptychon des Veneziers Francesco di Gerolamo de Santacroce (1516–1584), das die Mutter Jesu, Johannes den Täufer und den Hl. Hieronymus darstellt.

## Glockenturm

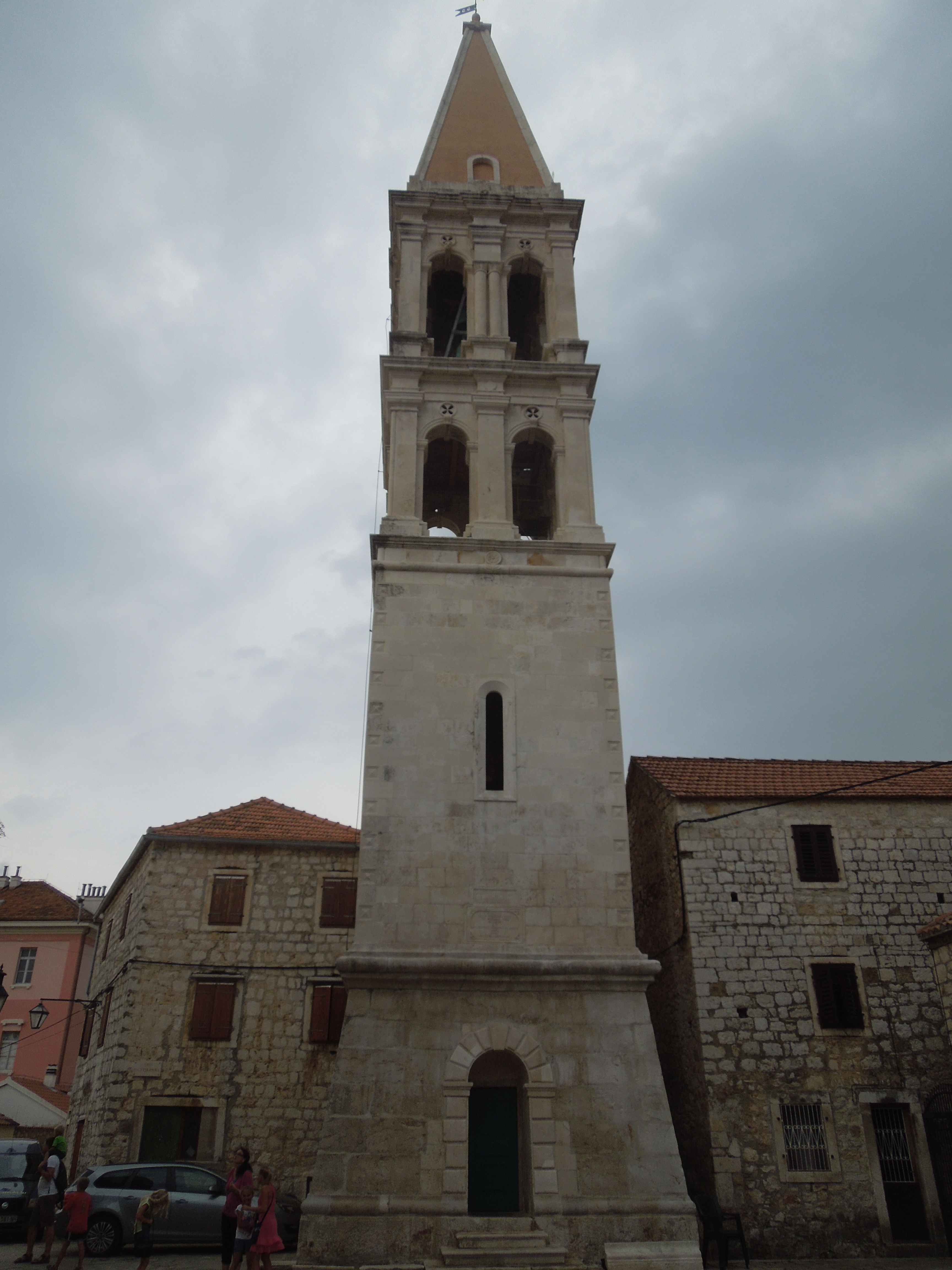
Der Glockenturm

Der Glockenturm steht frei neben der Kirche. Die Inschrift über seiner Tür besagt, dass er im Jahre 1753 fertiggestellt wurde. Eine weitere Inschrift, Lateinisch, besagt, dass die großen Steinquader seines Erdgeschosses von der Stadtmauer der antiken griechischen Stadt Pharos stammen, aus der die heutige Stadt hervorgegangen ist, und dass sich an dieser Stelle einst das Stadttor befand. In der Mauer des Erdgeschosses befindet sich das Relief eines römischen Handelsschiffs aus dem 2. Jahrhundert u. Z.
Koordinaten: 43° 11′ 0″ N, 16° 35′ 55″ O